# Erskine Butterfield

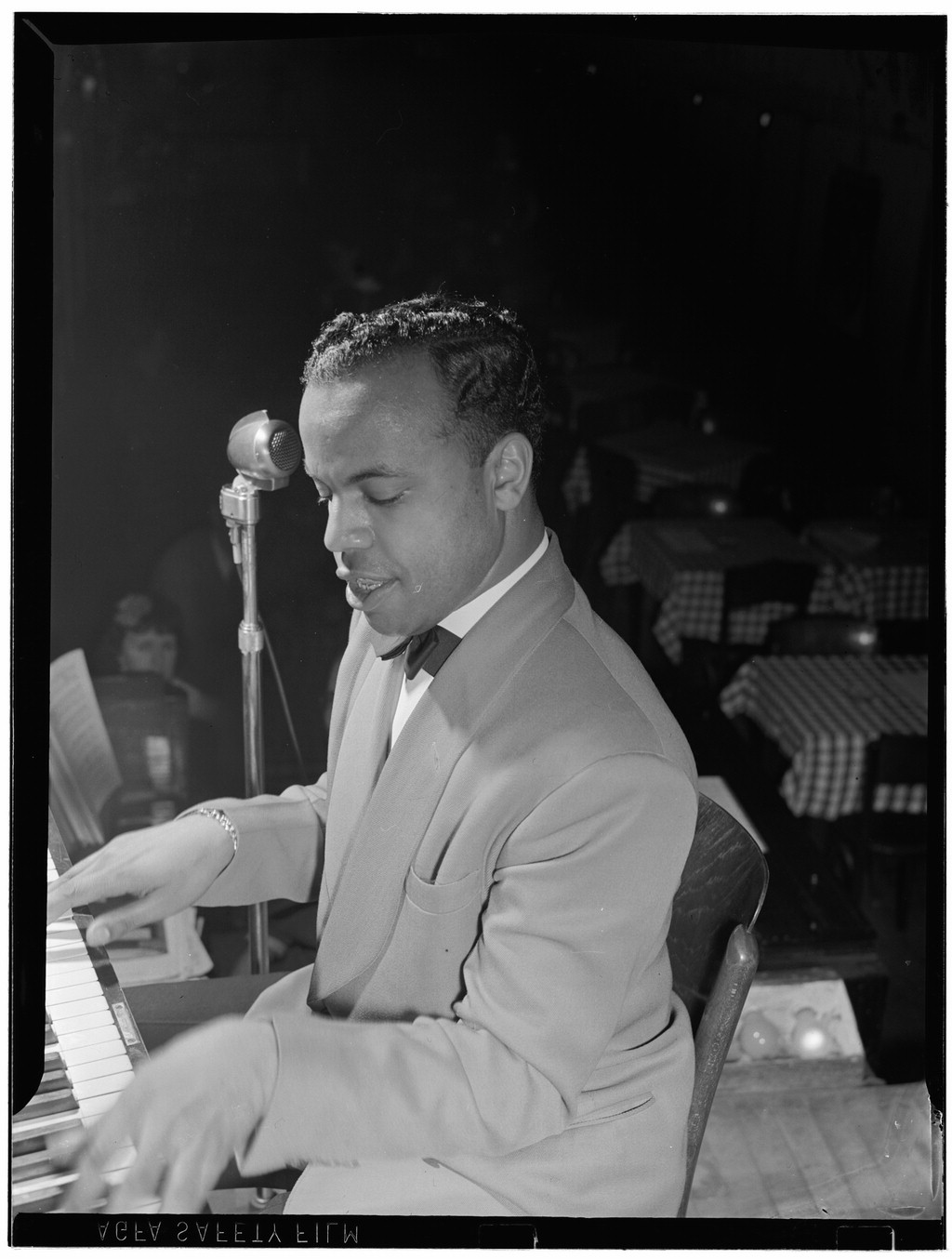
Erskine Butterfield, Washington, D.C., ca. März 1942. Fotografie von William P. Gottlieb

Erskine Butterfield  (* 9. Februar 1913 in Syracuse; † 11. Juli 1961 in New York City) war ein US-amerikanischer Pianist, Sänger, Arrangeur und Songwriter im Bereich des Boogie-Woogie und Swing.

## Leben
Erskine Butterfield, der von den 1930er bis in die 50er Jahre aktiv war, gilt nach Ansicht von Eugene Chadbourne als einer Protagonisten des Cocktail-Piano-Stils. Er begann in früher Kindheit mit dem Klavierspiel und wuchs in Newark (New Jersey) auf. In den 1930er Jahren trat er in Radiosendungen auf, wie bei dem lokalen Sender WOR in New York, und spielte in Noble Sissles Orchester. 1937 entstanden erste Aufnahmen unter eigenem Namen auf dem Label Variety; 1938 wechselte er zu Decca Records, die bis 1942 über vierzig Stücke von ihm veröffentlichten. Butterfield, der vom Chicago Defender als der singing Vagabond of the Keys bezeichnet wurde, beschäftigte in seiner Band Musiker verschiedener Hautfarbe; zu seinen Musikern gehörten u. a. Jimmy Lytell (Klarinette), Carmen Mastren (Gitarre) und Haig Stevens (Bass). 1939 ging Butterfield zu Joe Davis und seinem Label Beacon Records, mit dem er lange zusammenarbeiten sollte. 1943 wurde er zur Armee eingezogen, war aber weiter als Musiker tätig. 1944 entstanden acht Stücke für das Joe-Davis-Label unter der Bezeichnung Erskine Butterfield and his Blue Boys; 1945 nahm er auch eine V-Disc auf. 
Butterfields Songs, wie etwa „Lovin’ Man“ und „Because Of You“ fanden auch als Filmmusiken Verwendung. Nach Kriegsende gründete er ein Trio, mit dem er regelmäßig auf Tourneen ging, hatte damit jedoch nur wenig Erfolg. Ende der 1940er entstanden noch Plattenaufnahmen für kleinere Label; nach längerer Pause nahm er erst wieder 1956 einige Stücke für Joe Davis auf. Seine Gruppe Butterfield and his Blue Boys gehörten Musiker wie Sam „The Man“ Taylor und Panama Francis an. Butterfield trat in den Jahren vor seinem Tod im Juli 1961 noch in Shows bei Nat King Cole, Tony Martin und Jo Stafford auf.

## Diskographische Hinweise
- Erskine Butterfield and his Blue Boys – Tuesday at Ten (Circle Records, 1941)
- 1944–1956/Part-Time Boogie (Harlequin, 1944 und 1956)